# Frank Saul (basket-ball)
Pour les articles homonymes, voir Saul.
Frank Benjamin Saul, né le 16 février 1924 à West Orange (New Jersey) et mort le 7 novembre 2019, est un joueur professionnel américain de basket-ball.Steve Kerr
Frank Saul est recruté au dixième rang de la draft 1949 par les Royals de Rochester. Il obtient le titre NBA lors de sa seconde saison. Il part pour les Lakers de Minneapolis avec lesquels il obtient trois titres consécutifs NBA en 1952, 1953 et 1954. Il devient ainsi le premier joueur NBA à gagner quatre titres consécutifs et surtout un des trois seuls de l'histoire de la NBA (avec Steve Kerr et Patrick McCaw) à gagner deux championnats avec deux équipes consécutivement.